# Орден Вітторіо Венето
Орден Вітторіо Венето (італ. Ordine di Vittorio Veneto) - військовий італійський орден протягом 1968—2010 років.

## Історія
Орден Вітторіо Венето був заснований законом № 263 від 18 березня 1968 року для вираження вдячності Нації тим, хто протягом не менше 6 місяців бився на полях Першої світової війни і попередніх війн. Головою ордена був Президент Республіки. В Раді ордена головував один з генералів армійського корпусу. 
Першим був нагороджений Джузеппе Сарагат.
Орден скасований в 2010 році, в зв'язку з тим, що не залишилося в живих жодного кавалера ордена.

## Опис
Орден складався з єдиного класу Він являв собою грецький хрест з гравіюванням, заповнений щитом у формі п'ятикпроменевої зірки, підтримуваної стрічкою з кольорами італійського прапора та синьою лінією.
Удостоєні ордена іменувалися Кавалер ордена Вітторіо Венето. Кавалерам вручався знак ордена для носіння на грудях на стрічці. 

## Галерея

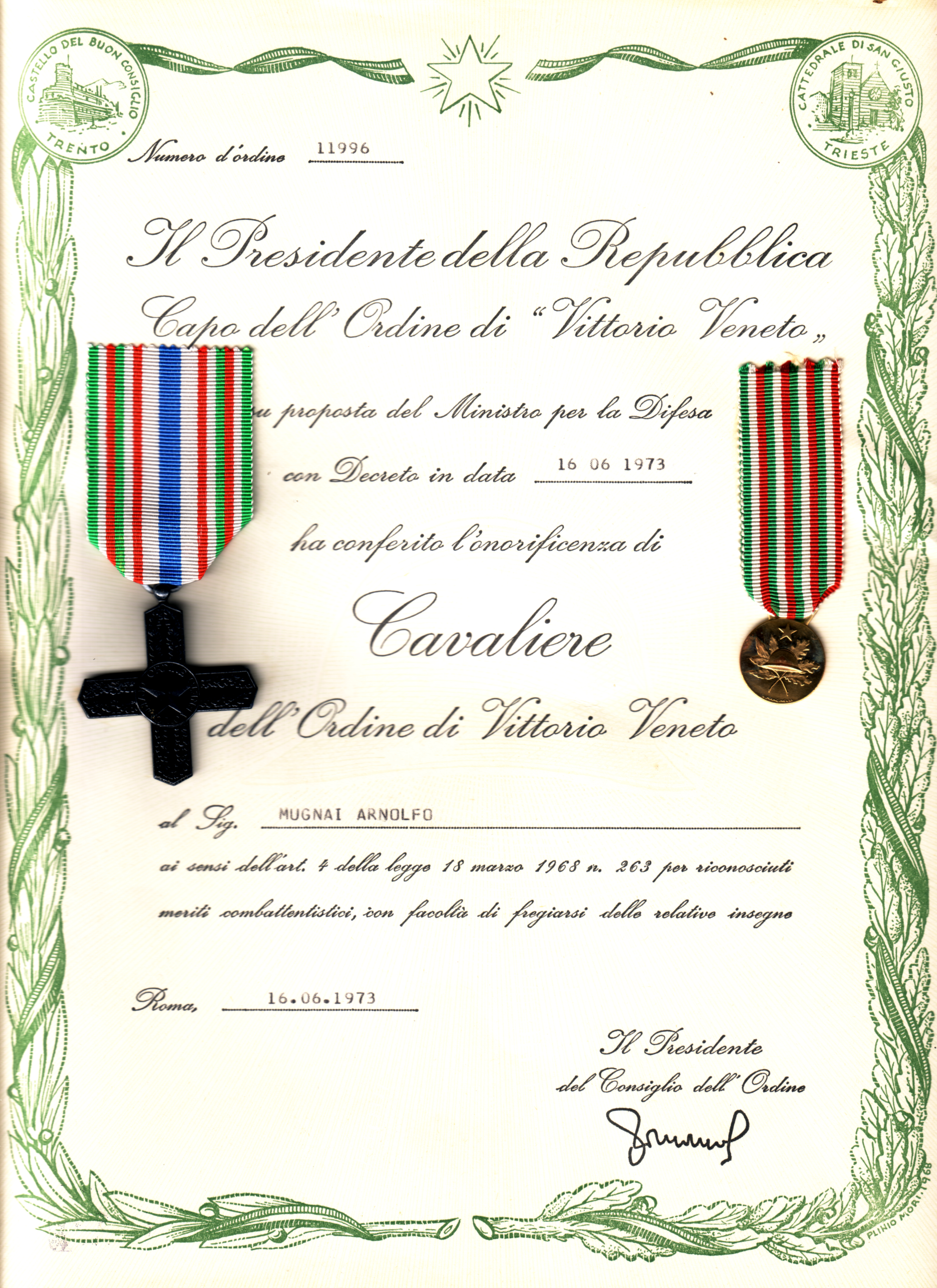
Диплом кавалера ордена Вітторіо Венето
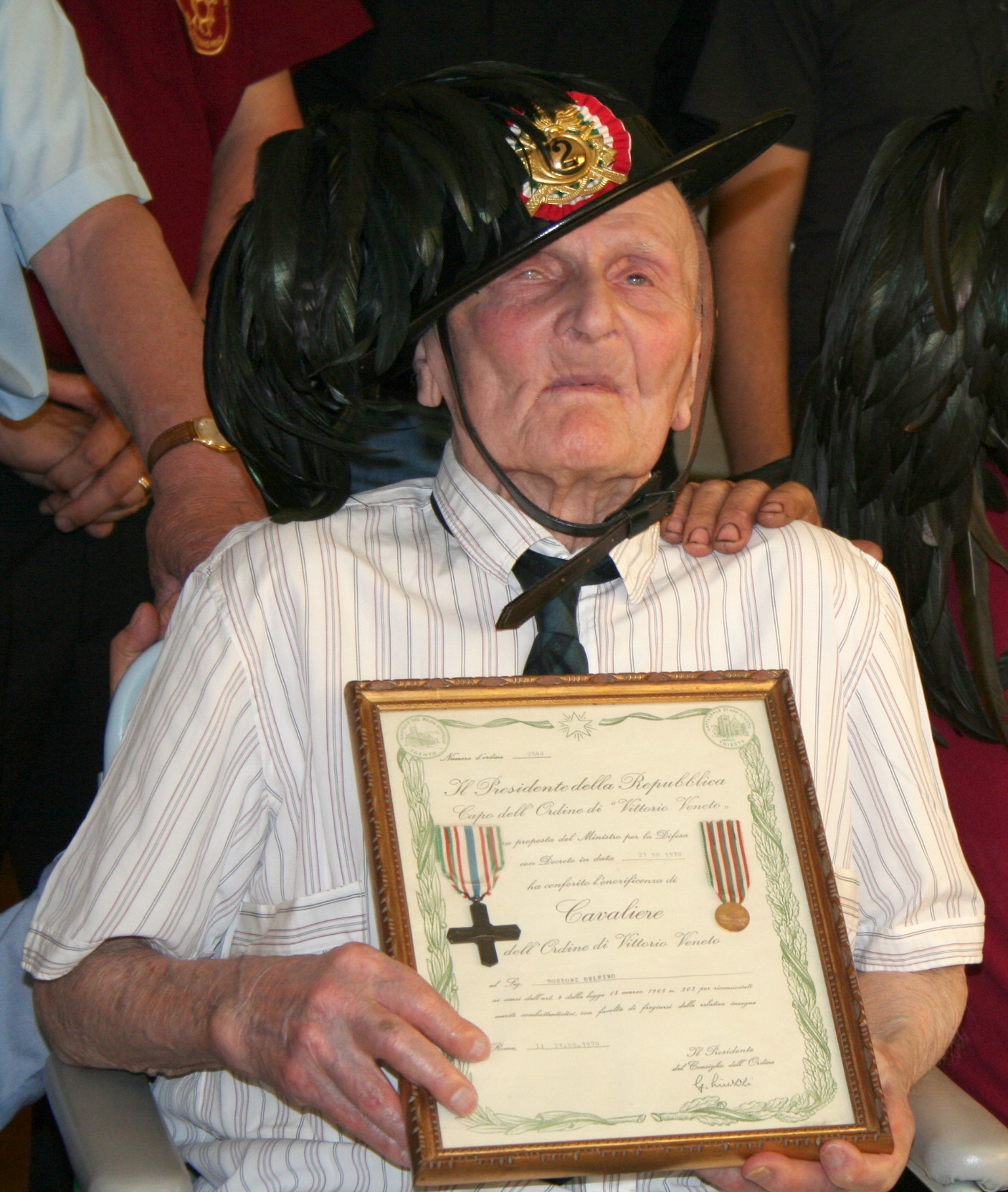
Дельфіно Борроні, останній кавалер ордена Вітторіо Венето, що помер у 2008 році у віці 110 років